# Coelodonta tologoijensis
Coelodonta tologoijensis — викопний вид непарнокопитних ссавців родини носорогові (Rhinocerotidae). Вид існував у плейстоцені. Скам'янілі рештки виду знайдені у Монголії та Сибіру. Один череп Coelodonta tologoijensis знайдений у Німеччині поблизу міста Бад Франкенхаузен. Це найдавніший відомий целодонт в Європі. Як вважають, вид мігрував в Європу між 478 000 і 424 000 років тому під час холодного та посушливого періоду.